# Svenska speedwayfantazinet
Svenska SpeedwayFantaZinet (SSF) var ett svenskt fanzine som levde i drygt två års tid och på den tiden faktiskt hann med att skapa sig ett namn. Skapare av fanzinet var Björn "Buba" Lindquist och David "Älgen" Bengtsson som sedermera även blev chefredaktör för fanzinet. Senare tillkom även Andreas "Mohammed" Petersson som webmaster och skribent, samt Pelle "Myrsloken" Franzén som krönikör i redaktionen.
Det började som ett fanzine om Svenska FantasiLigan (SFL), som var en fantasiliga i speedway på nätet där 20 personer tävlade om att coacha ett speedwaylag på bästa möjliga sätt. 
Efter sex nummer enbart om SFL så ansåg sig redaktionen redo för att börja skriva om vanlig speedway. Detta skedde då uppblandat med text om SFL. En blandning som sedermera upphörde när redaktionen valde att använda sig av särskilda nummer för SFL och särskilda nummer för verklighetens speedway. Detta medförde dock att nummer om SFL kom ut mer och mer sällan. Redan från starten kände dock redaktionen att det fanns ett intresse för fanzinet som ofta såväl gjorde folk glada, förbannade, uppmuntrade och säkerligen en hel massa annat med.
Fanzinet fick till en hel del intervjuer med alltifrån speedwayjournalister till svemos grensektions ordförande (högst uppsatt inom svensk speedway mao).
Fanzinet hade även med en hel del humor och en del var mindre uppskattat medan annat var väldigt uppskattat. Man kan utan tvekan säga att nedläggningen efter nummer 25 var ett lyckodrag, man fick mängder med läsare till det numret och placerade sig bland de fanzines med mest läsare med sina 7-800läsare för det numret. 
Det faktum att man var internetbaserat gör att en exakt läsarsiffra är svår att sätta men 7-800 för det sista numret är rimlig. 
Redaktionen drev väldigt ofta med sig själva och klassiskt är de små raderna i rutan bredvid varje nummers ledare där en rad till exempel kunde lyda "SSF är fanzinet som ej dricker morotsjuice". 